# Текин, Керим
Керим Текин (тур. Kerim Tekin; 18 апреля 1975, Эрзинджан — 27 июня 1998, Сандыклы) — турецкий поп-музыкант и певец.
Интересовался музыкой с ранних лет. В школьные годы играл в ночном клубе. В 1994 г. совместно со студией S Müzik начал подготовку своего первого альбома «Кара Gözlüm» (Черноглазая). Альбом вышел в 1995 г. и включал 10 треков. В 1997 г. вышел последний альбом «Haykırsam Dünyaya». 27 Июня 1998 года Текин погиб в автокатастрофе.

## Дискография
- 1995: Kara Gözlüm
- 1997: Haykırsam Dünyaya

## Фильмография
- 1996: Mirasyediler (серия)
- 1998: Yaz Aşkım (ТV фильм)
- 1998: Kar Beyaz